# Eugène Ruffy
Eugène Ruffy (2 agosto 1854 – 25 ottobre 1919) è stato un politico svizzero.
Nel dicembre 1893 è stato eletto nel Consiglio federale svizzero, rimanendovi fino all'ottobre 1899.
Nel corso del suo mandato ha diretto il Dipartimento di giustizia e polizia (1894 e 1895), il Dipartimento degli affari interni (1895 e 1896-1897), il Dipartimento politico (1898) e il Dipartimento militare (1899).
Era rappresentante del Partito Liberale Radicale.
Ha ricoperto la carica di Presidente della Confederazione svizzera nel 1898.
Anche il padre Victor Ruffy è stato membro del Consiglio federale dal 1868 al 1869.